# Тимирязевский (Ульяновская область)
Тимирязевский — посёлок в Ульяновском районе Ульяновской области. Административный центр Тимирязевского сельского поселения. Расположено на расстоянии 3,27 км от районного центра, рабочего посёлка Ишеевка, на реке Сухой Бирюч.

## История
Возник в 1910 году, рядом с селом Новый Урень, в связи с основанием сельскохозяйственной опытной станции, тогда здесь и появились первые ученые. Одним из них был известный ученый в России ученый Климент Аркадьевич Тимирязев, в его честь в дальнейшем поселок получил название.
На 1913 год называлось Опытное Поле Симбирского Уездного Земства.
В сентябре 1920 года Симбирское опытное поле было реорганизовано в Ново-Уренскую Сельскохозяйственную опытную станцию.
В 1931 году Сельскохозяйственная опытная станция была реорганизована в Ново-Уренскую селекционно-опытную станцию и исследования по технологии возделывания культур отошли на второй план. Проводились только отрывочные исследования по сортовой агротехнике зерновых культур. Однако, в связи с появлением в колхозах и совхоза тракторов и почвообрабатывающей техники, начиная с 1937 г. научные сотрудники отдела агротехники П. А. Захребетков, З. П. Калачева и В. Ю. Ламбергер начали исследования по совершенствованию технологии возделывания озимой ржи, озимой и яровой пшеницы, овса, ячменя, проса, гречихи, подсолнечника и других культур. Изучали возможность создания «мощного» пахотного слоя почвы в связи с углублением вспашки тракторным плугом и внесением в чистые пары навоза.
В 1956 году была создана Ульяновская государственная областная сельскохозяйственная опытная станция, и исследования по технологии возделывания сельскохозяйственных культур активизировались.
Опытная станция на протяжении всего времени была научным центром агропромышленного комплекса Ульяновской области.
В 1968 году указом президиума ВС РСФСР поселок Ульяновской сельскохозяйственной опытной станции переименован в Тимирязевский.
В апреле 1989 года на базе опытной станции создан Ульяновский научно-исследовательский институт сельского хозяйства.

## Население
- На 1913 год — 9 человек[4].
- В 2010 году — 1679 человек.

## Известные уроженцы и жители
- Гильман, Залман Давидович — с мая 1952 г. по октябрь 1958 г. работал старшим научным сотрудником Ульяновской областной опытной станции животноводства.
- Фролова, Клавдия Семёновна — Герои Социалистического Труда, бригадир молочнотоварной фермы областной опытной станции, Ульяновский район[9].
- Немцев, Николай Сергеевич — в 1975—1989 гг. директор Ульяновской с.-х. опытной станции (ГОСХОС)[10].

## Предприятия

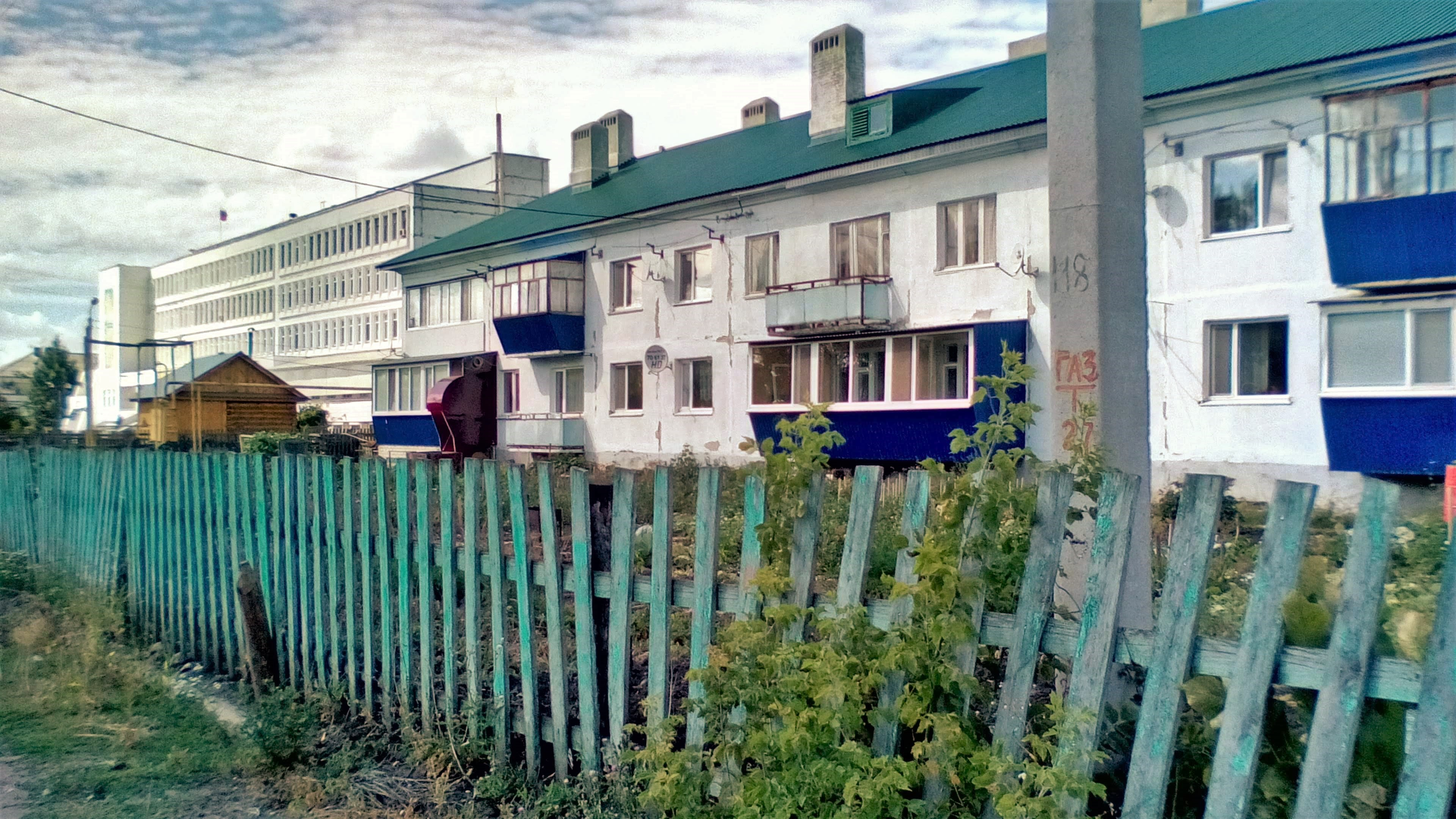
Жилой дом и здание УНИИСХ

- ФГБНУ Ульяновский научно-исследовательский институт сельского хозяйства
- ОАО «Семеноводческое хозяйство»

## Инфраструктура[11]
- Отделение почтовой связи
- Аптека ОАО «Ульяновскфармация».
- Средняя школа
- ДК «Колос»
- Врачебная амбулатория
- Детский сад «Берёзка»
- Детская школа искусств
- ДК «Колос»
- Магазин и закусочная РАЙПО.
- Магазин сети «Пятёрочка».
- Кафе «24 часа»
- Рынок
- Отделение Сбербанка
- хлебопекарня ООО «Ульяновск-Траст»

## Достопримечательности
- Памятник-бюст академику К. А. Тимирязеву (1979).
- Обелиск погибшему солдату (1980 г.)[12]

## Транспорт
По западной границе посёлка проходит федеральная трасса А151. На расстоянии несколько сот метров к востоку расположена железная дорога Ульяновск — Казань, но ближайшая железнодорожная станция находится в двух километрах.
Ранее действовал аэродром сельскохозяйственной авиации.
Регулярно ходит маршрутное такси 139 до Нового Уреня и Ульяновска.